# Vicente Suástegui
Vicente Iván Suástegui Muñoz (Guerrero) es un activista por los derechos de la tierra y defensor del territorio mexicano. El 5 de agosto de 2021 fue secuestrado por tres hombres, cuando transitaba con su taxi. Fue el vocero del Consejo de Ejidos y Comunidades Opositoras a la Presa La Parota y creador de la policía comunitaria de Cacahuatepec.

## Biografía

### Activismo
Suástegui ha realizado un activismo y lucha por el agua y la tierra desde 2003, cuando comenzó su lucha con el Consejo de Ejidos y Comunidades Opositoras a la Presa La Parota (CECOP), y una defensa del río Papagayo. La hidroeléctrica a la cual se oponen podría afectar a 24 comunidades rurales con presencia indígena, y desplazaría a 25 mil personas, afectando a otras 70 mil, de 5 municipios de Guerrero. También fue uno de los fundadores de la policía comunitaria de Cacahuatepec.
Cuando era vocero de la CECOP, entre 2014 y 2015, Vicente Suástegui fue acusado de robo; sin embargo, tanto él como otras organizaciones señalaron que la acusación estaba derivada por sus actividad política. Por esta razón, decidió trasladarse a Acapulco rural con su familiar, alejándose del activismo y la movilización política. Decidió dedicarse a trabajar en un taxi; aunque siguió siendo hostigado por policías estatales, marinos e integrantes de la UPOEG.

## Desaparición
El 5 de agosto de 2021, mientras circulaba en un taxi comunitario, fue interceptado por sujetos en la colonia Ciudad Renacimiento, a las 11 de la noche, y fue secuestrado. Cuando desapareció, tenía 37 años de edad.
El 23 de noviembre de 2021, la Comisión Interamericana de Derechos Humanos (CIDH) le otorgó a Vicente Suástegui y su familia medidas cautelares, por el riesgo que corrían y porque desde el 5 de agosto no se conocía su ubicación. Asimismo, la CIDH solicitó al estado mexicano que realizara acciones para dar con el paradero del activista.
La Fiscalía General del Estado de Guerrero detuvo a Juan Carlos N y a Felipe N, alias La Yegua, por su posible vinculación en la desaparición de Vicente Suástegui.
El defensor de los derechos humanos Abel Barrera Hernández ha señalado, con respecto a la desaparición de Suástegui, que "Ya están identificadas las personas. Se ha ubicado donde están estas personas. Lamentablemente la inacción en cuanto a órdenes de aprehensión forma parte de la complicidad de las instituciones."
Marco Antonio Suástegui Muñoz, hermano del activista, ha encabezado las protestas para encontrar a Vicente, y ha señalado que fue secuestrado por un grupo criminal denominado 'los rusos', que a su vez lo habrían entregado a la Unión de Pueblos y Organizaciones del Estado de Guerrero y al comandante Pedro Santos Cruz. Dentro de las protestas se exigió que se cumplieran las órdenes de aprehensión en contra de los sospechosos de la desaparición.
El 25 de abril de 2025, Marco Antonio Suástegui Muñoz fue asesinado. En junio de 2025, cuatro de los implicados en la desaparición de Vicente, fueron sentenciados, pero aún no aportaban información para encontrar al defensor.